# ゲオ

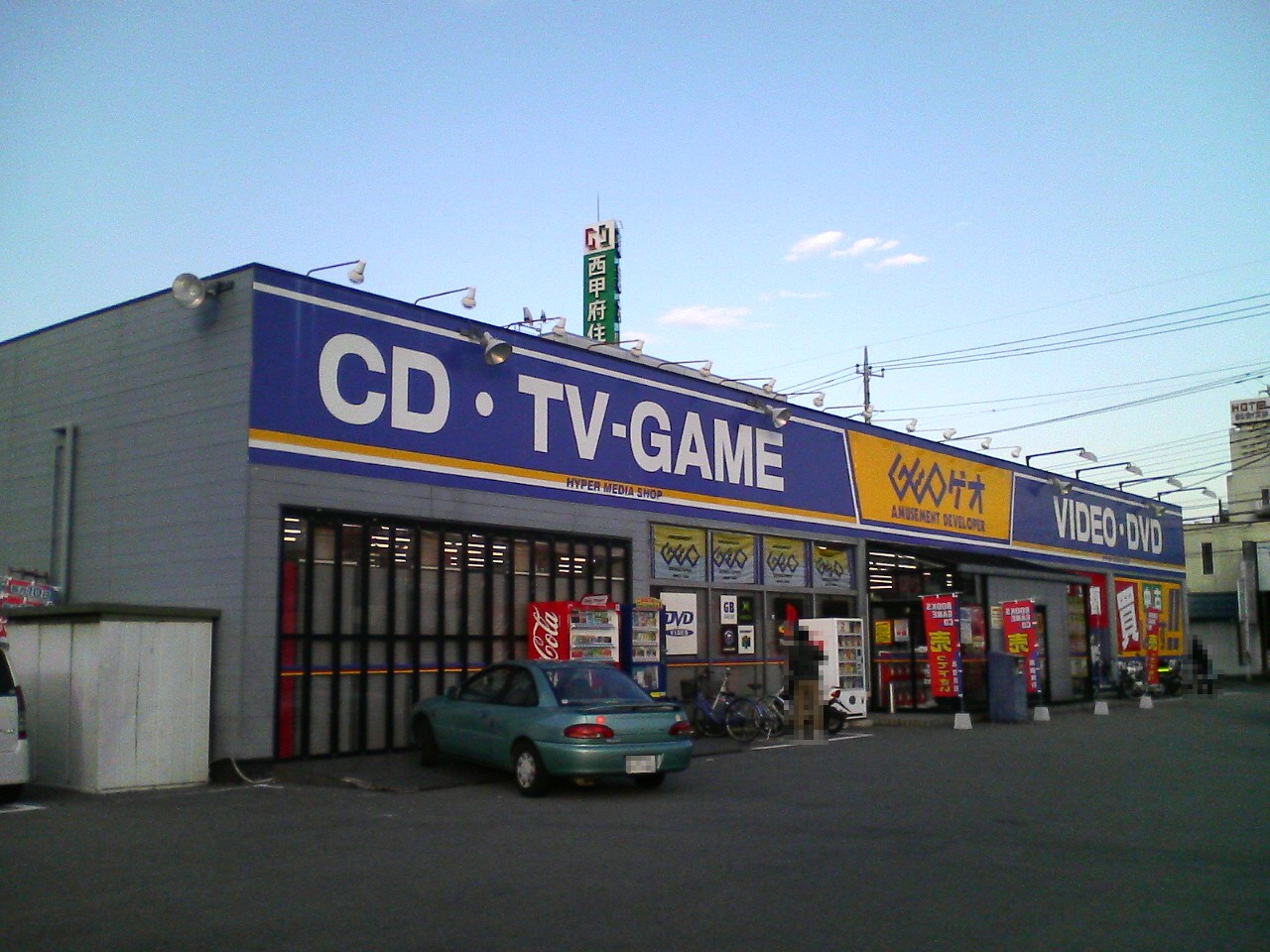
ゲオ甲府国母店（山梨県甲府市）

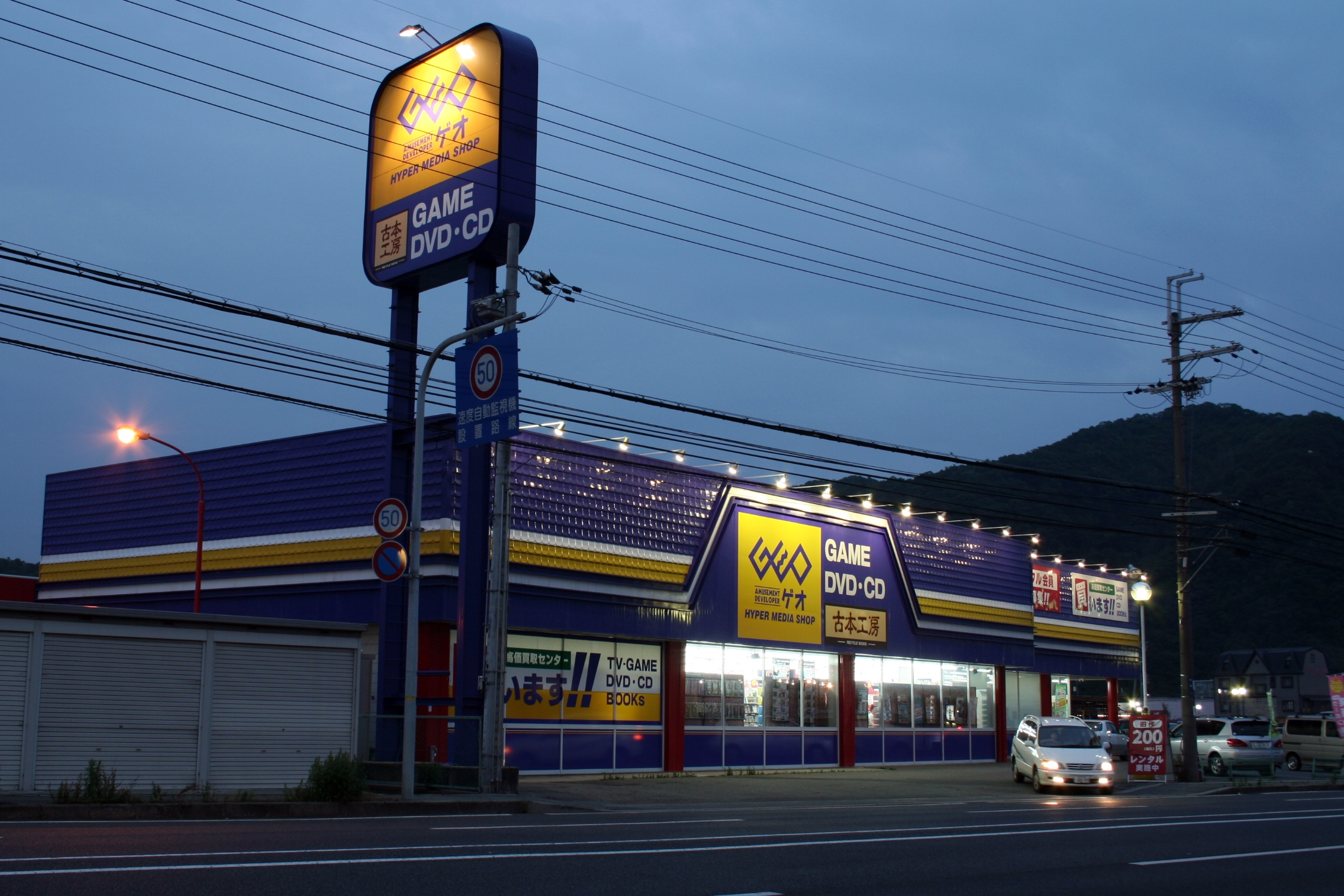
夕暮れ時のゲオ姫路砥堀店（兵庫県姫路市）

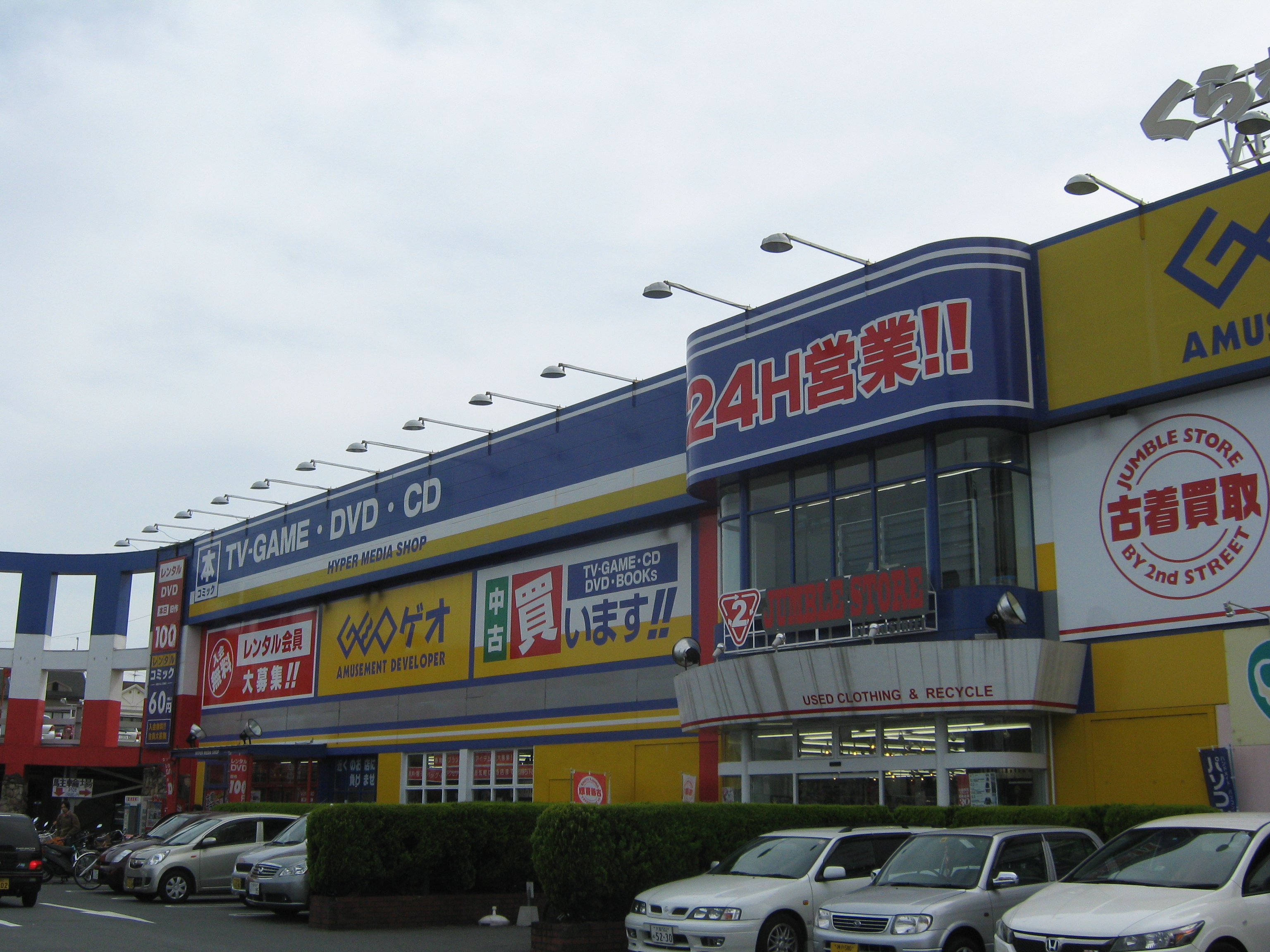
ゲオくらわんか枚方店（大阪府枚方市）

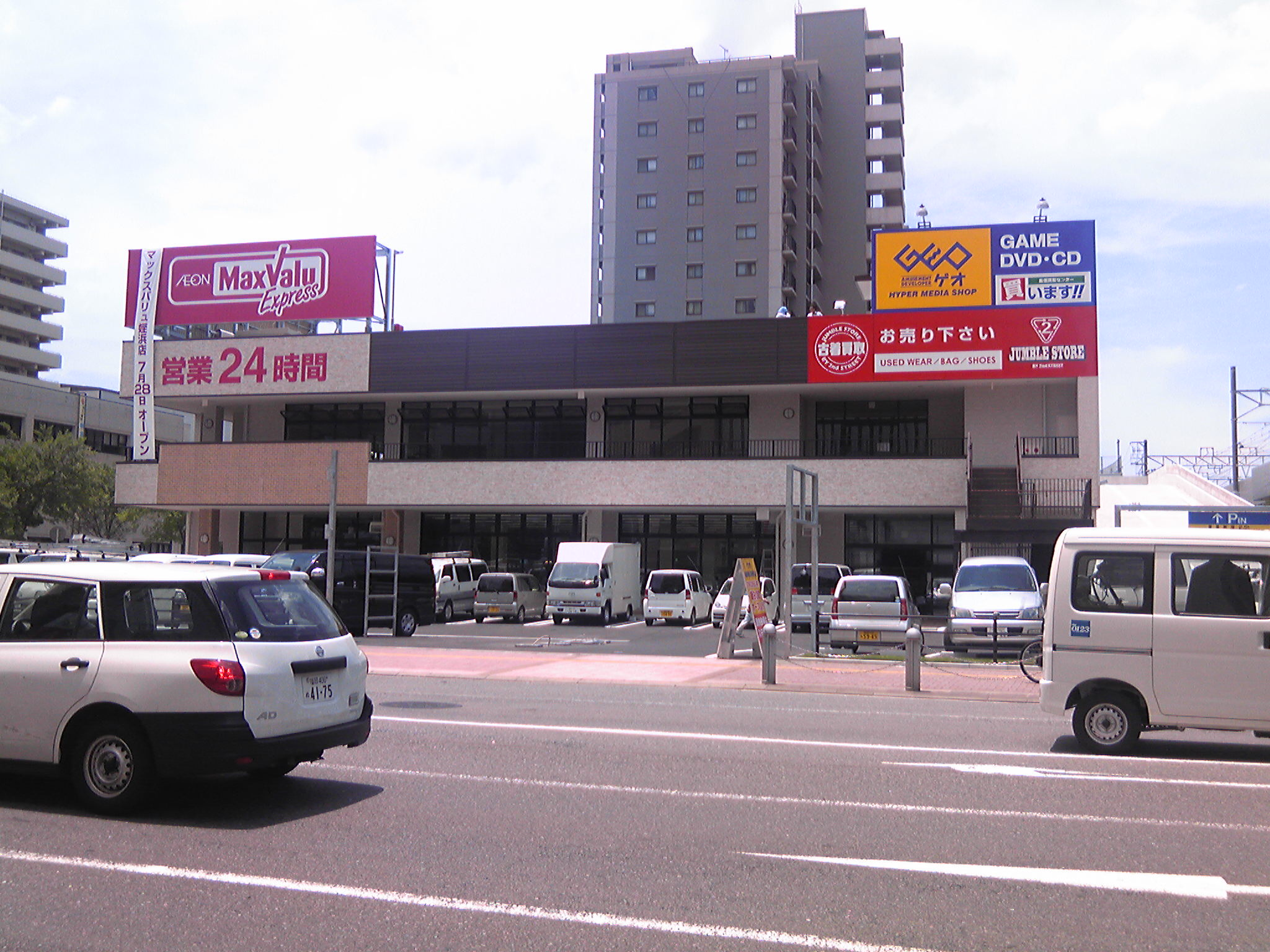
ゲオ福岡姪浜駅前店（福岡県福岡市）

株式会社ゲオ（英語: GEO CORPORATION）は、愛知県名古屋市中区に本社を置くゲオホールディングス傘下の企業。ゲーム・スマホ・家電などの買取販売、新品ゲームの販売、DVD・CD・コミックのレンタルを行うメディアショップ「GEO」と、衣料・服飾雑貨・家電製品等の中古品の買取販売を行うリユースショップ「セカンドストリート」の店舗運営支援卸売業を主力としている。

## 概要
ゲオグループは、レンタルビデオ店から始まり、2025年現在は衣料・服飾雑貨・家電製品等の中古品の買取販売を行う店舗（セカンドストリート）及びゲーム機器・ゲームソフト・スマホ・PC・家電・DVD／ブルーレイなどの中古品の買取販売、ゲーム機器・ゲームソフト・トレーディングカード・家電・格安SIM・生活用品・食品などの新品販売、DVD・CD・コミックのレンタルを行う店舗（GEO）の運営を主な事業としている。
日本コンパクトディスク・ビデオレンタル商業組合、日本リユース業協会、リユースモバイル・ジャパン、携帯端末登録修理協議会に加盟している。
徹底した店舗へのコスト削減と、商品・サービスの安価提供で、業績が急成長してきた会社として知られる。同業他社のレンタルビデオ店を買収して中古ゲームソフト売買を導入して収益化したり、民事再生に陥った異業種他社の店舗をゲオショップに転換して収益化するなどによって急速に店舗数を拡大してきた。ナスダックジャパン上場を経て、設立から15年で東京証券取引所一部上場を果たした。

### 社名の由来
ゲオの名前の由来は、大地の意であるGEO（ジオ）をラテン語読みしたもの。なお、「GEO（ゲオ）」という商標は、元々はレーシングドライバーである鈴木亜久里のスポンサーをしていたことなどで知られる、株式会社エスポコミュニケーションズが1980年代から1990年代前半にかけて傘下のレンタルビデオ店（株式会社ゲオミルダ等）や不動産事業、事務機器製造販売（東和エスポ株式会社、現・株式会社TBグループ）などの事業展開におけるブランドとして使用していたものだった。その後、エスポの経営悪化からゲオミルダが独立し、商標も後に株式会社エスポからゲオに譲渡された。その後、「GEO」の商標を使用していた東和メックス（現・TBグループ）およびビデオシティの店舗を買収し、「GEO」の商標を排他的に使用するようになった。

## 沿革

### 初代法人・株式会社ゲオ
- 1980年（昭和55年）6月 - 沢田喜代則（2代目社長）がレンタルレコード店を個人創業。
- 1986年（昭和61年）6月 - 遠藤結城（創業者）が愛知県豊田市にビデオレンタル店（ビデオロードショー美里店）を開業。
- 1988年（昭和63年）4月 - 遠藤がビデオレンタル店を個人営業から法人に改組。株式会社エー・ブイ・ステーションを設立。
- 1989年（平成元年）
  - 1月 - 沢田がビデオ機器、レコード、CD、書籍のレンタル及び販売を目的として愛知県半田市岩滑中町に株式会社テープ堂を設立。
  - 7月 - 中古及び新品のファミコンソフト販売を中心とした２店舗を設置し、ファミコン販売を開始。
  - 12月 - 株式会社エー・ブイ・ステーションが社名を株式会社ゲオミルダに変更し、株式会社エスポコミュニケーションズの傘下に入る。「GEO」の屋号の使用開始。
- 1990年（平成2年）
  - 1月 - 代理店での委託販売、中古買付業務を開始。
  - 12月 - 中古CDのリサイクル業務を開始。
- 1992年（平成4年）
  - 株式会社エスポ傘下から独立。
  - 5月 - 株式会社ゲオミルダが株式会社テープ堂と資本提携し、同社を株式会社ゲオステーションに社名変更。本店を愛知県春日井市に移転。
- 1993年（平成5年）
  - 3月 - パチンコホールへの景品委託卸売事業を開始
  - 7月 - 中古本のリサイクル事業開始。
- 1995年（平成7年）
  - 4月 - ゲオステーションがエスポから「GEO」の商標権を譲り受ける旨の契約を結ぶ（実際の譲渡は1997年（平成9年）7月）。
  - 11月 - 株式会社ゲオステーションを株式会社ゲオに社名変更。
- 1996年（平成8年）
  - 1月 - 書籍・雑貨等のリサイクルを中心とした「なんでもR」店舗1号店として巽ヶ丘店（愛知県知多市）を設置
  - 4月 - 株式会社ゲオと株式会社ゲオミルダが株式会社ゲオを存続会社として吸収合併。
  - 7月 - 最初の自社制作CD「UNTRUE」（WITH SEXY）の販売開始。
- 1997年（平成9年）
  - 1月 - CD、ゲームソフト、CD-ROMの通信販売システム「ソフトロボ」販売開始。パチンコ台情報システム「パチンコダービーシステム」販売開始。
  - 2月 - 出版事業を開始
  - 7月 - 子会社株式会社アグリー（後の初代・株式会社クロスナイン、2代目・株式会社スパイキー）を設立し、パソコンゲームソフトの卸売事業を開始。
  - 7月 - 子会社株式会社アキュート（現・株式会社アグリー）を設立し、パソコンゲームソフトの企画・開発を開始。
  - 12月 - 直営店オンラインシステム導入完了。
- 1998年（平成10年）
  - 1月 - フランチャイズ店舗の全国展開を開始。自社制作及びその卸売部門ならびにシステム機器販売部門を子会社株式会社ゲオ販売へ移管。
  - 9月 - 前川産業株式会社を子会社株式会社ゲオ企画（現・エスポア ）に商号変更し、広告・販売促進物の企画・制作を開始。
- 1999年（平成11年）
  - 3月 - 子会社株式会社ゲオ販売会社を清算。
  - 4月 - 株式会社プロミスより5店舗営業譲受
  - 11月 - 株式会社東京小僧寿しより10店舗営業譲受。
  - 11月 - 株式会社藤田商店より日本ブロックバスター株式会社（後の株式会社ゲオグローバル）を取得し、子会社化。
  - 11月 - 有限会社ドルフィン山本を子会社化。
  - 11月 - 子会社株式会社ゲオウェブサービスを設立し、ネットビジネスを開始。
- 2000年（平成12年）
  - 2月 - 子会社株式会社ゲオスポーツ（後の株式会社ゲオアール）を設立し、中古ゴルフ用品のリサイクルショップビジネスを開始。
  - 3月 - ビデオ、CD―ROMの企画・制作・卸売会社株式会社セブンエイトを子会社化。
  - 3月 - 子会社株式会社ゲオフーズ（株式会社ゲオフロンティア）を設立し、飲食関連ビジネスを開始 。
  - 3月 - 子会社有限会社ナインナインを設立し、マンガ喫茶の店舗展開を開始。
  - 5月 - スガイ・エンタテインメント（現・SDエンターテイメント）と資本及び業務提携。
  - 7月 - 株式会社セブンエイトの全株式を売却し非子会社化。
  - 11月 - 大阪証券取引所ナスダック・ジャパン（現・新ジャスダック）に株式上場。
- 2001年（平成13年）
  - 3月 - パチンコホール向け委託景品卸売事業から撤退。 有限会社ナインナイン、株式会社アグリーエンタテインメント（現・株式会社アグリー）を売却。
  - 4月 - 株式会社アグリーを株式会社クロスナイン（後の2代目・株式会社スパイキー）に商号変更し雑貨品を中心とする卸売販売に事業転換。
  - 7月 - 東和メックス株式会社、東和エンタープライズ株式会社、他東和グループよりメディアショップ131店舗を買収。
  - 8月 - 株式会社インデックスと共同出資で、子会社フリッカー株式会社（現・リテールコム）を設立し、携帯電話によるネット通信ビジネスを開始。
  - 9月 - 株式会社ゲオフーズにおいてコロちゃん株式会社のフランチャイジーとしてコロッケ販売を開始。
- 2002年（平成14年）
  - 3月 - 株式会社マイカルより株式会社ビブロス（後の株式会社ゲオエブリ）を取得し、連結子会社化。
  - 4月 - 携帯電話代理店ゲオコミュニケーションズ事業開始。
  - 8月 - 株式会社リックコーポレーションのメディア事業部より8店舗譲受。
  - 10月 - そうご電器株式会社の民事再生支援を行い、100%子会社化とし、商号を株式会社ゲオイエスに改称。
  - 10月 - そうご電器株式会社の家電製品・雑貨リサイクル事業を株式会社ゲオスポーツ（後の株式会社ゲオアール）に継承。
  - 12月 - サミー株式会社よりゲーム制作会社の株式会社スパイクの全株式を子会社化。
  - 12月 - 株式会社シチエ（後の株式会社ウェアハウス）より3店舗営業譲受
- 2003年（平成15年）
  - 3月 - 株式会社レーザーメディアのレンタルビデオ事業部より12店舗譲受。
  - 4月 - 効率的な店舗運営を行うために、北海道地区の直営店舗は「株式会社ゲオイエス」、東北地区・関東地区の直営店舗は「株式会社ゲオグローバル」、中部地区・西日本地区の直営店舗は「株式会社ゲオエブリ」と地域ごとの子会社による店舗運営体制を開始
  - 6月 - オンラインDVDレンタル事業の「GEOLAND（ゲオランド）」を開始。
  - 7月 - 株式会社ロッキー（20店舗）の全株式を取得し子会社化。四国エリアに進出（同社は2004年（平成16年）に「株式会社ゲオステーション」となる）。
  - 8月 - 株式会社宝船の民事再生支援を行い、100％子会社化とし、ゲオから移管した不動産事業を開始し、商号を株式会社ゲオエステート（後の株式会社ゲオアクティブ）に改称。
- 2004年（平成16年）
  - 1月 - 東京証券取引所及び名古屋証券取引所市場第一部上場。HER（栄養補給液）の開発により、株式会社ディーエイチシーと提携し、美白化粧品として商品化を発表。
  - 3月 - 株式会社ビッグスポットのレンタルビデオ事業部より14店舗譲受。
  - 5月 - マツモト電器株式会社の民事再生支援を行い、100%子会社化とし、商号を株式会社ゲオリークルに改称。
  - 6月 - 創業オーナー社長である遠藤結城が事故死。専務であった沢田喜代則が社長（2代目）に昇格。
  - 7月 - 米国カリフォルニア州にて、ゲオショップ海外第１号店を出店。
  - 11月 - 株式交換により株式会社ビデオシティ（株式会社ゲオシティ）を100%子会社化。株式会社グレード・コミュニケーション（株式会社ゲオサプライ）を100％子会社化とし、レンタル商品の調達及び流通事業を一本化。株式会社アムスを100%子会社化し、自動車用品・日用雑貨などの卸売販売を開始。株式会社シチエ（株式会社ウェアハウス）と業務・資本提携を締結。
- 2005年（平成17年）
  - 1月 - 株式会社インデックスと共同出資で、株式会社ゲオ・ビービー（株式会社エンタウェイブ）を設立し、ビデオオンデマンドビジネスを開始。
  - 4月 - 株式会社ゲオエステート（旧・宝船）の不動産販売事業をゲオ企画（現・エスポア ）に移管し、ゲオエステートはゲオアクティブに、ゲオ企画はゲオエステートに社名を変更。メガーズグループから9店舗の店舗運営事業を譲受。株式会社文教堂と業務提携。
  - 4月 - 株式会社ゲオアールを株式会社フォー・ユーに売却。
  - 7月 - 株式会社ベスト電器との合弁会社株式会社ベストゲオを設立し、フランチャイズ店を展開。
  - 8月 - 子会社グレード・コミュニケーション（株式会社ゲオサプライ）が株式会社イーネット・フロンティアの株式を取得し、100%子会社化。
  - 9月 - スガイ・エンタテインメントをTOBにより連結子会社化（同社は2009年（平成21年）7月1日に社名を「ゲオディノス」に変更）。
  - 11月 - トーハンとの共同出資会社、株式会社ティー・アンド・ジーを設立。「プラスゲオ」として複合書店内へのフランチャイズ出店を開始。子会社スパイクが分社化し株式会社スパイキー（後の2代目・株式会社クロスナイン、株式会社ゲオナイン）に社名変更、新設したゲームコンテンツ事業会社（株式会社スパイク）の株式を株式会社ドワンゴに譲渡。
  - 12月 - 高知県の四万十店開店で全都道府県出店を達成。
  - 12月 - ゲオグループの「ゲオEショップ」を開設
- 2006年（平成18年）
  - 3月 - 株式会社スパイキー（旧・株式会社スパイク）が2代目・株式会社クロスナイン（後の株式会社ゲオナイン）に商号変更し、事業を初代・株式会社クロスナイン（旧・アグリー）に移管。株式会社クロスナイン（旧・アグリー）は株式会社スパイキーに商号変更。
  - 4月 - 株式会社フォー・ユー（現・株式会社セカンドストリート）の第三者割当増資を引き受け、持分法適用関連会社とする。 生鮮食品スーパー、ディスカウントストアの運営並びに食品等の卸売販売会社であった株式会社スリーワイ（後の株式会社アシスト）の民事再生支援を行い、100%子会社化により救済。
  - 10月 - ゲームソフト販売運営会社株式会社プロジェクトトゥエンティーワン（同年12月に株式会社ゲオエブリに吸収合併）を100％子会社化。
  - 10月 - 株式会社リテールコムが携帯向け電子書籍配信サービス「マガポン」(後のGO★BOOKS、GEO☆Books）を開設
- 2007年（平成19年）
  - 2月 - 音楽CD・映像DVD催事販売の有限会社プルークを子会社化。
  - 3月 - 会員制スポーツクラブを運営するビッグバンスポーツ株式会社（後の株式会社ゲオフィットネス、株式会社ゲオエージェンシー）の株式を譲受し、100％子会社化。
  - 4月 - 株式会社タカヨシより12店舗譲受。
  - 5月 - 吉川恭史が社長（3代目）に就任。
  - 10月 - 中古バイク買い取り販売の株式会社アークコアと資本・業務提携をし、中古バイク市場へ参入（2010年8月に資本業務提携を解消し、同部門から撤退）。
  - 12月 - 当社アミューズメント事業を株式会社ゲオフロンティアに事業譲渡
- 2008年（平成20年）
  - 3月 - 子会社の株式会社ゲオエステートを名古屋証券取引所セントレックス市場に上場（2011年3月、保有株式の大半を売却し資本関係を解消、現社名は株式会社エスポアとなる）。
  - 4月 - 株式会社リテールコムを100%子会社化[3]。
  - 5月 - 子会社株式会社スリーワイの生鮮食品スーパー3店舗と中古自動車販売事業を、生鮮食品スーパーを本業とする株式会社ヒバリヤ（静岡市）に譲渡[4]
  - 6月19日 - 株式会社フォー・ユー（現・株式会社セカンドストリート）に対して株式公開買付実施及び第三者割当増資を引き受け、連結子会社化[5]。
  - 7月1日
    - 株式会社ベストゲオの完全子会社化[6]。
    - 株式会社LDHの子会社で、宅配DVDレンタル事業を運営する株式会社ぽすれん（現・株式会社ゲオネットワークス）を連結子会社化[7]。

  - 11月28日 - 店舗運営子会社である株式会社ゲオアクティブと株式会社ベストゲオの合併を発表。
- 2009年（平成21年）
  - 3月1日 - 完全子会社株式会社スリーワイを存続会社とし、同社の完全子会社である株式会社フードリンクスを吸収合併。同時に株式会社スリーワイを株式会社アシストに商号を変更[8]。
  - 4月 - 中古携帯の売買開始。
  - 4月3日 - 「ぽすれん宅配コミックレンタル」を開始。
  - 6月29日 - ゲオの新しいポータルサイトである「GEO Online」を開設。
  - 7月6日 - 株式会社ぽすれん運営のもと、「GEO Online」において宅配DVDレンタルサービス「ゲオ宅配レンタル」を開始[9]
  - 10月27日 - 三菱商事・ローソンらが展開する共通ポイントサービス「Ponta」への参画を発表。
  - 10月 - 株式会社ゲオフロンティアのアミューズメント事業を株式会社ゲオディノスに事業譲渡
- 2010年（平成22年）
  - 1月1日 - 森原哲也が4代目社長に就任。
  - 1月 - 株式会社フォー・ユーを株式会社セカンドストリートに商号変更。
  - 2月9日 - TOBにより株式会社セカンドストリートを完全子会社化すると発表。
  - 3月 - 株式会社セカンドストリートの完全子会社化を目的とした株券等公開買付を実施し、出資比率を97.4%まで引き上げる
  - 5月10日 - 株式会社LDHより子会社である株式会社エイシスの全株式を譲り受け完全子会社化[10]。
  - 6月24日 - 株式会社セカンドストリートを完全子会社化。
  - 7月2日 - 株式公開買付により株式会社ウェアハウスを連結子会社化。
  - 8月 - 株式会社アークコアの株式を売却、資本業務提携を解消し中古バイク事業から撤退。株式会社NESTAGEの民事再生支援を開始。
  - 10月1日 - 連結子会社11社（株式会社ゲオサプライ、株式会社ゲオイエス、株式会社ゲオリークル、株式会社ゲオグローバル、株式会社ゲオナイン、株式会社ゲオフロンティア、株式会社ゲオエブリ、株式会社ゲオシティ、株式会社ゲオステーション、株式会社ゲオアクティブ、株式会社スパイキー）を吸収合併し、小売サービス事業を当社が継承。障害者就労環境促進に資する目的で、100%子会社として株式会社ゲオビジネスサポートを設立。
  - 10月 - 古着専門オンラインショップ「JUMBLE STORE ONLINE」を開設[11]
- 2011年（平成23年）
  - 2月 - 株式会社ゲオエステート（現・株式会社エスポア）の株式の一部を売却、非連結子会社化[12]。
  - 3月11日 - 東日本大震災でゲオ陸前高田店と石巻渡波店が被災後閉店を余儀なくされる。特にゲオ陸前高田店は津波で店舗が影形なく喪失してしまう程の甚大な被害を受ける。
  - 3月24日 - 連結子会社である株式会社リテールコムに不適切な取引計上が判明したと発表。
  - 3月4日 - 株式会社リテールコム、中古ゴルフ用品のネット販売店「ゴルフエース」を開設[13]
  - 3月29日 - 株式会社ゲオエステート（現・株式会社エスポア）の株式を売却、同部門から撤退。
  - 4月14日 - 株式会社NESTAGEを民事再生支援により100％子会社化[14]。
  - 8月11日 - 株式会社リテールコム、スマートフォンの買取サイト「Smarket（スマーケット）」オープン[15]
  - 10月13日 - 臨時株主総会開催、取締役の任期を1年に短縮、5名の社外取締役を選任しコンプライアンスを強化
  - スマートフォンの買取サイト『Smarket(スマーケット)』オープン
  - 11月1日 - 持株会社制に移行し、社名を株式会社ゲオホールディングスに変更。会社分割により株式会社ゲオ（2代目法人）を新設[16]。

### 2代目法人・株式会社ゲオ
- 2011年（平成23年）
  - 11月1日 - 株式会社ゲオホールディングスの会社分割により株式会社ゲオ（2代目法人）を設立。
- 2012年（平成24年）
  - 1月1日 - 遠藤結蔵が代表取締役社長に就任[17]。
  - 6月1日 - 株式会社ゲオエージェンシーを吸収合併[18]。
  - 7月 - 株式会社ぽすれんの運営のもと、「GEO Online」において動画配信サービス「GEO動画」を開始。
  - 11月 - クーポンアプリ「ゲオアプリ」をリリース
- 2013年（平成25年）
  - 4月1日 - 株式会社セカンドストリートを吸収合併[19]。吉川恭史が代表取締役社長に就任[20]。
  - 7月1日 - 東京・秋葉原のゲームショップ「メディアランド」を買収[21]。
  - 7月 - 株式会社ぽすれんの運営のもと、「GEO Online」において携帯向け電子書籍配信サービス「GEO☆Books」を開始[22]
  - 10月26日 - 千葉県柏市に「スーパーセカンドストリート」1号店（柏沼南店）を出店
- 2014年（平成26年）
  - 4月1日 - 株式会社ウェアハウスを吸収合併[23]。
  - 4月12日 - モバイル専門店業態での出店開始[24]。
  - 6月1日 - 株式会社NESTAGEを吸収合併[25]。
  - 12月 - 「セカンドストリート EC本店」を開設し、リアル店舗との併売を開始
- 2015年（平成27年）
  - 4月2日 - NTTコミュニケーションズ株式会社と、モバイル事業において業務提携を行い、格安SIMと新品・中古スマホの組み合わせで、アプリコンテンツがプリインストールされたサービス「ゲオスマホ」の発売を開始[26]。
  - 9月 - レビュー SNSアプリ「クチコ」を開設
  - 2015年
- 2016年（平成28年）
  - 2月 - ゲオグループ店舗にてペイメントサービス「Lueca」を開始
  - 2月 - エイベックス・デジタル株式会社との協業により動画配信サービス「ゲオチャンネル」を開始（2017年5月29日サービス終了）[27][28]。
  - 4月 - 株式会社ゲオネットワークスのVOD事業「GEO動画」を継承し「ゲオトナ」に名称変更。
  - 12月12日 - 中古スマホ通販サイト「ゲオモバイルオンライン」オープン。
  - 12月 - 株式会社ゲオインタラクティブの運営のもと、ゲオショップ店舗での電子コミックレンタル事業「GEOマンガ」を開始[29]
- 2017年（平成29年）
  - 2月8日 - 直営店745店にセルフレジ1505台を導入[30]。
  - 3月9日 - オンラインクレーンゲーム「ゲオゲッチュ！」を開始[31]。
  - 5月 - 株式会社エイシスの運営のもと、PCゲームレンタル事業「DLsite レンタル」をゲオショップ店舗で開始
  - 6月 - VODサービス「ゲオトナ」が「ゲオTV」に名称変更（2021年6月30日サービス終了）[32]。
  - 6月23日 - ゲオのオリジナルアパレルブランドアンティクローズ(ANTIQULOTHES)初の単独店「アンティクローズ イオンモール羽生店」オープン。
  - 11月1日 - 株式会社ゲオネットワークスの吸収分割により、宅配レンタル事業を継承[33]。
- 2018年（平成30年）
  - 1月12日 - 「セカンドストリート」でのリユース事業で初となる海外店舗「セカンドストリート メルローズ店」がアメリカ・ロサンゼルスにオープン[34][35]。
  - 7月9日 - 「セカンドストリート」初の東南アジア店舗「セカンドストリート SS13店」がマレーシアにオープン[36]。
- 2019年（令和元年）11月7日 - 物品レンタルのWebサービス「ゲオあれこれレンタル」を開始
- 2020年（令和2年）
  - 4月1日 - 株式会社ゲオ（2代目法人）を分割会社とし、株式会社ゲオ本部及び株式会社ゲオウェアハウスを承継会社とする吸収分割を行い株式会社ゲオ（2代目法人）から株式会社ゲオアセットに商号変更。
  - 9月1日 - 株式会社ゲオホールディングスを存続会社とする吸収合併により解散。

### 3代目法人・株式会社ゲオ
- 2019年（令和元年）
  - 11月14日 - 株式会社ゲオ本部を設立。
  - 12月2日 - 株式会社ゲオ本部の100％子会社として株式会社ゲオストア及び株式会社セカンドストリートを設立。
- 2020年（令和2年）
  - 4月1日 - 株式会社ゲオから事業を継承。
  - 4月1日 - 株式会社ゲオ本部を分割会社とし、株式会社ゲオストア及び株式会社セカンドストリートを承継会社とする吸収分割を行い株式会社ゲオ本部から株式会社ゲオ（3代目法人）に商号変更。
  - 11月1日 - 株式会社グラモラックスのベンダー事業、衣類回収事業、映像卸売事業、リユース卸売事業を継承[37]。
- 2021年（令和3年）
  - 4月1日 - 株式会社ゲオウェアハウス、株式会社ゲオコンサルティング、株式会社ブンゾウ、株式会社ゲオペイメントサービスを吸収合併。
- 2022年（令和4年）
  - 7月30日 - カプセルトイ専門店「カプセル楽局ときわ台駅前店」オープン[38]
  - 9月26日 - 宅配型トランクルームサービス「2nd STORAGE（セカンドストレージ）」の本格展開を開始

- 2024年（令和6年）
  - 7月8日 - 中古スマホ買取サービスの一環として「ゲオ スマホ査定アプリ」をリリース[39]
- 2025年（令和7年）
  - 2月28日 - 株式会社ゲオストアが全国のゲオショップ400店舗およびゲオあれこれレンタルにて、PlayStation5本体のレンタルサービスを開始[40]
  - 7月1日 - ウェアハウス事業並びにカプセル楽局事業を株式会社ゲオアミューズメントに譲渡

## 事業展開

### メディア事業
2020年4月のグループ企業再編によって、株式会社ゲオストアがメディアショップの運営を担うことになった。
メディアショップのGEOでは、ゲームソフト・ゲーム機器・スマートフォン・DVD／ブルーレイ・家電などの中古買取販売、ゲームソフト・ゲーム機器・トレーディングカード・AV家電・格安SIM・DVD／ブルーレイ・生活用品などの新品販売、DVD／ブルーレイ・CD・コミックのレンタルを行っている。
2025年3月末時点でメディアショップの「GEO（ゲオショップ）」と総合モバイルショップの「GEO mobile（ゲオモバイル）」を1,054店展開、うち966店が直営であり、代理店・フランチャイズ店は88店舗に過ぎず、直営主体の営業に変化はない。
かつては中古CDの買取事業も行っていたが、インターネットの普及を理由として、2022年9月で終了した。

### リユース事業
2020年4月のグループ企業再編によって株式会社セカンドストリートが、衣料・服飾雑貨や家具・家電等の商材を取り扱うリユースショップ運営を担うことになった。
2025年3月末時点で総合リユースショップ「２nd STREET（セカンドストリート）」や大型リユースショップ「Super２nd STREET（スーパーセカンドストリート）」等の屋号でリユースショップを国内880店舗・米国47店舗・台湾39店舗・マレーシア23店舗・タイ4店舗を展開している。

### アミューズメント事業
2021年4月のグループ企業再編によって、株式会社ゲオがアミューズメント事業を担うことになった。
アミューズメント事業では、アーケードゲーム・カラオケ・ダーツー・ビリヤード・卓球・シミュレーションゴルフを取り扱うアミューズメント施設の運営と、カプセルトイ専門店「カプセル楽局」の運営を行っている。

### オンライン事業
株式会社ゲオがDVD・ブルーレイ・CD・コミックの宅配レンタルの「ゲオ宅配レンタル」「ぽすれん」、物品レンタルの「ゲオあれこれレンタル」を、株式会社ゲオストアがスマホ・家電・ゲームなどのオンライン通販の「ゲオオンラインストア」、宅配買取の「ゲオの買取」を、株式会社セカンドストリートが衣料・服飾・ラグジュアリーなどのオンライン中古通販の「2nd STREETオンラインストア」と中古ゴルフ用品通販の「ゴルフエース」を展開。

## ゲオグループ

### かつてのグループ企業
- 株式会社JPホールディングス - かつて事業提携により株式会社ジェイ・プランニングからゲオ・ジェイピーに社名を変更するも、のちに事業提携を解消し、現在の社名に至る。
- 株式会社セブンエイト - 1999年2月株式会社ゲオの子会社株式会社ゲオ販売よりディスカバリー ・DISCOVERYなどの制作及びその販売部門を譲受[44][45]。2000年3月子会社化、2000年7月非子会社化[46]。2011年にゲオ子会社のぽすれんから「GEOオークション」を譲受[47]。AVレーベルシックスナインとして存続。
- 株式会社アグリー（2代目法人） - 1997年7月株式会社ゲオの子会社株式会社アキュートとして設立。2000年に株式会社アグリーエンタテインメントに商号改称。2001年3月に初代・株式会社クロスナイン(旧・株式会社アグリー)より商号・営業権を取得し、株式売却によりグループより離脱[46]。傘下にStudio e.go!、ちぇりーそふと等のゲームブランドを保有していた。現在は栃木県小山市に本店がある。
- 株式会社アークコア - 持分法適用会社であったが、2010年に保有株式を香港の投資会社へ譲渡したことによりグループより離脱。
- 株式会社エスポア - 旧・ゲオエステート（2代目法人）。2011年に保有株式をストーク株式会社と株式会社みらいアセットパートナーズへ譲渡したことによりグループより離脱。

ゲオに吸収合併されたもの
- 株式会社ゲオイエス（北海道地区） - 旧・そうご電器株式会社
- 株式会社ゲオリークル（東北地区） - 旧・マツモト電器株式会社
- 株式会社ゲオグローバル（北関東・甲信越地区） - 旧・日本ブロックバスター株式会社
- 株式会社ゲオナイン（南関東地区） - 旧・有限会社みずき、旧・株式会社スパイク（初代）、旧・株式会社スパイキー（初代）、旧・株式会社クロスナイン（2代目）
- 株式会社ゲオフロンティア（東東海地区） - 旧・株式会社ゲオフーズ
- 株式会社ゲオエブリ（西東海地区） - 旧・株式会社ビブロス
- 株式会社ゲオシティ（北陸・近畿地区） - 旧・株式会社ビデオシティ
- 株式会社ゲオステーション（中国・四国地区） - 旧・株式会社ロッキー（初代）
- 株式会社ゲオアクティブ（九州・沖縄地区） - 旧・株式会社宝船、 旧・株式会社ゲオエステート（初代）
- 株式会社ゲオサプライ - 旧・グレード・コミュニケーション
- 株式会社スパイキー（2代目法人） - 旧・株式会社アグリー（初代）、旧・株式会社クロスナイン（初代）
- 株式会社ゲオエージェンシー - 旧・ゲオフィットネス。
- 株式会社セカンドストリート - 旧・株式会社フォー・ユー
- 株式会社ウェアハウス - 旧・株式会社シチエ
- 株式会社NESTAGE

なお、ゲオエブリはゲオグローバルの子会社で、ゲオステーションはゲオエブリの子会社である。従って資本関係はゲオ（親会社） - ゲオグローバル（子会社） - ゲオエブリ（孫会社） - ゲオステーション（曽孫会社）となっていた。また、ゲオフロンティアはゲオとゲオエブリが半数ずつ出資していた。

## 備考
2007年（平成19年）7月5日 - 8月31日、PlayStation 3専用ソフト『ぼくのなつやすみ3 -北国編- 小さなボクの大草原』用に、PLAYSTATION Storeにて「ゲオ・ロゴ入りオリジナルT-シャツ」を無料配信。